# The Banshees of Inisherin
The Banshees of Inisherin är en dramafilm från 2022. Martin McDonagh står för filmens regi, manus och produktion och i huvudrollerna finns Brendan Gleeson och Colin Farrell. 
Inför Oscarsgalan 2023 nominerades filmen till nio priser, bland annat i kategorierna Bästa film, Bästa manliga huvudroll, Bästa regi och Bästa originalmanus.

## Handling
Filmen skildrar barndomsvännerna Pádraic Súilleabháin (Farrell) och Colm Doherty (Gleeson) vars liv tar en vändning när en av dem plötsligt avslutar vänskapen.

## Rollista i urval
- Colin Farrell – Pádraic Súilleabháin
- Brendan Gleeson – Colm Doherty
- Kerry Condon – Siobhán Súilleabháin
- Barry Keoghan – Dominic Kearney
- Gary Lydon – Peadar Kearney
- Pat Shortt – Jonjo Devine
- Sheila Flitton – Mrs. McCormick
- Bríd Ní Neachtain – postmistress Mrs. O'Riordan
- Jon Kenny – Gerry
- Aaron Monaghan – Declan